# 소 우

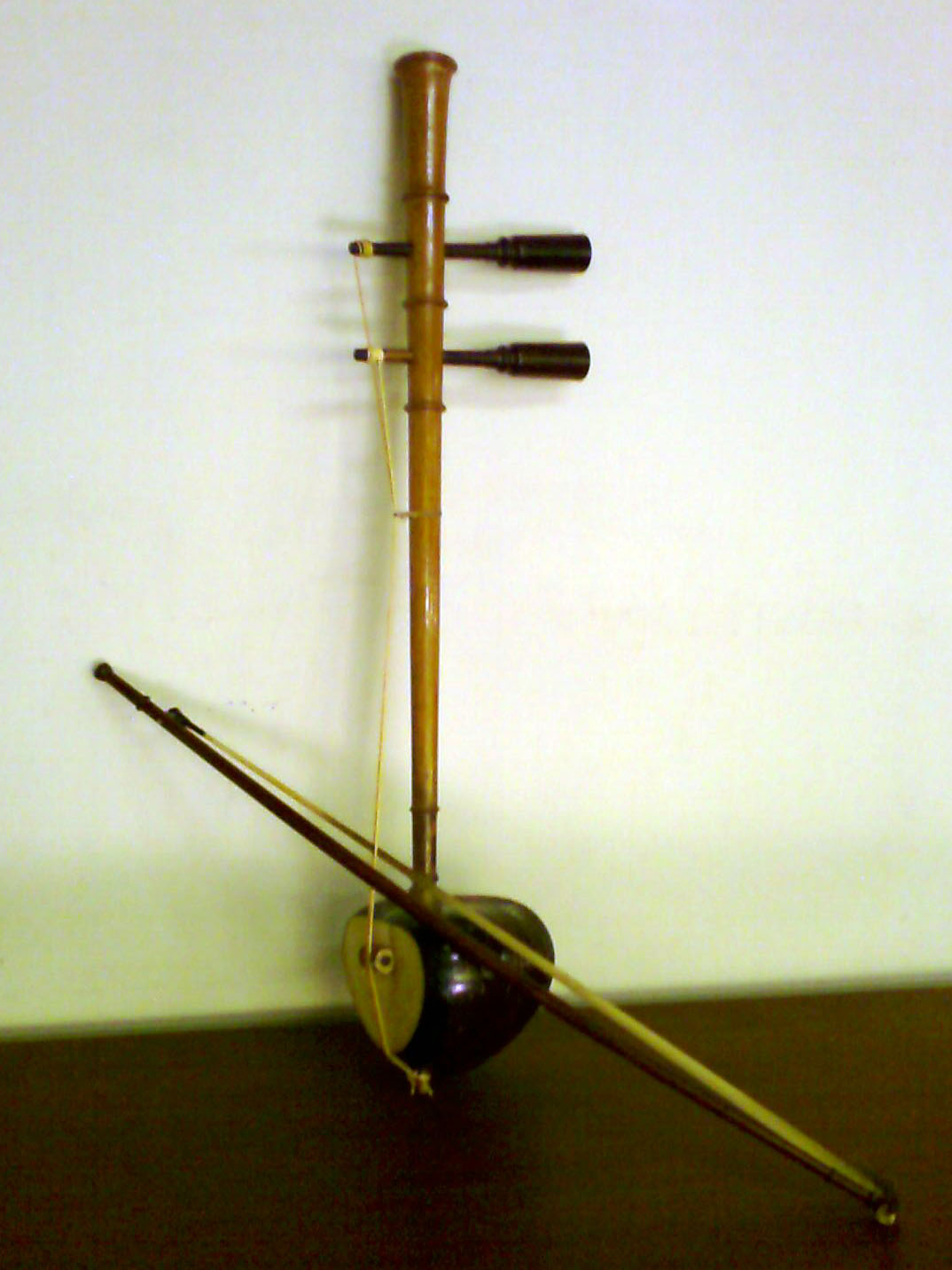
소 우

소 우(태국어: ซออู้, 영어: saw u)는 태국의 찰현악기이다. 중국계 악기로, 거트현 2개로 이루어진 호금(胡琴)이다. 소가죽을 두른 야자통 위에 약 64 cm의 경목이나 상아로 된 지판을 붙였다.
수직으로 세워서, 150~200개의 말총을 사용한 70cm 정도 길이의 활로 연주한다. 활은 끝이 묶여 있어 악기 본체와 떨어지지 않는다. 대한민국의 해금, 중국의 이호, 캄보디아의 트로(크메르어: ទ្រ)와 비슷하다.